# Biserica „Înălțarea Domnului” a fostului schit al lui Drăghici Spătarul
Biserica „Înălțarea Domnului” a fostului schit al lui Drăghici Spătarul este un monument istoric aflat pe teritoriul satului Cornu de Sus, comuna Cornu.

## Galerie

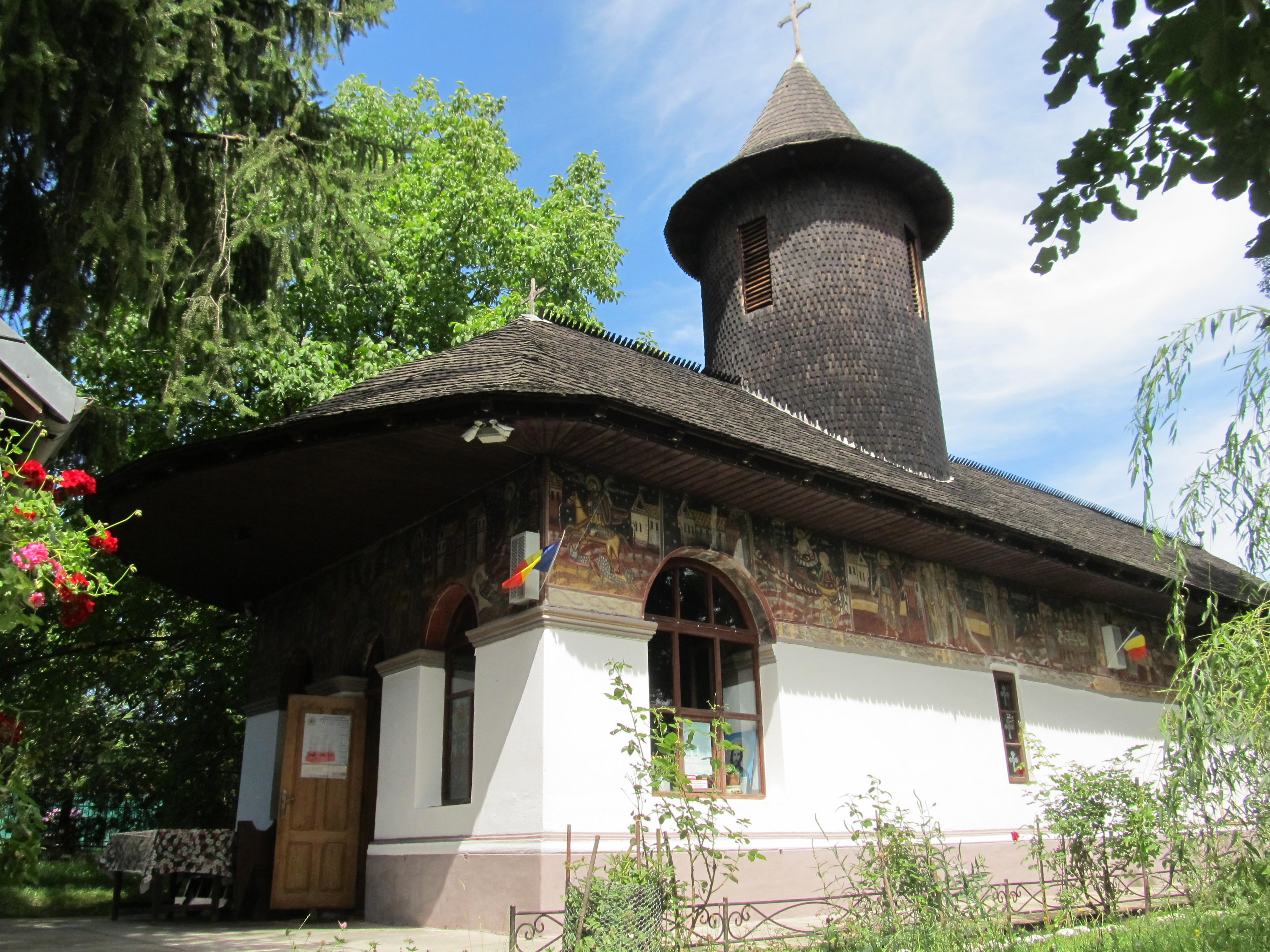
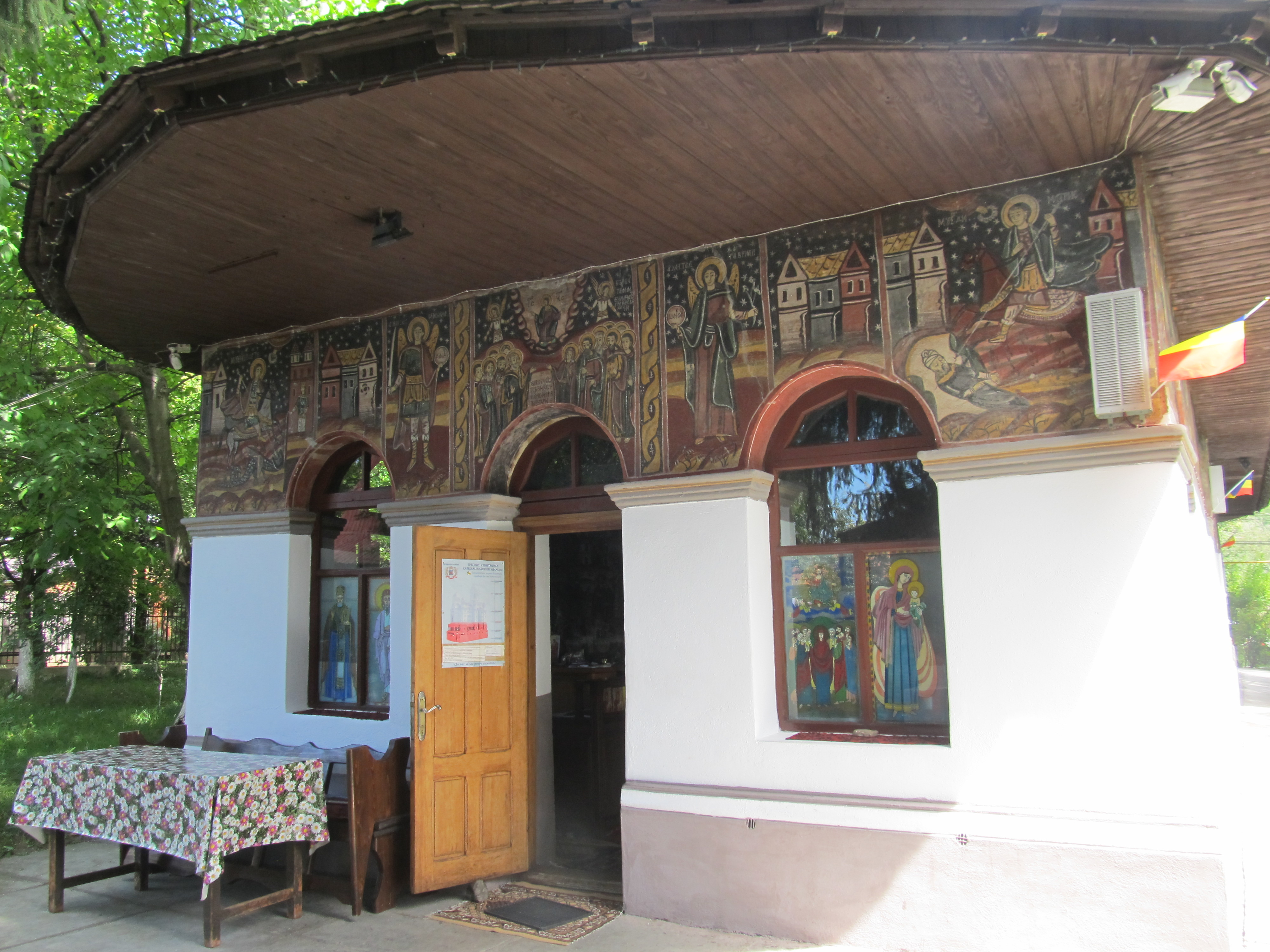
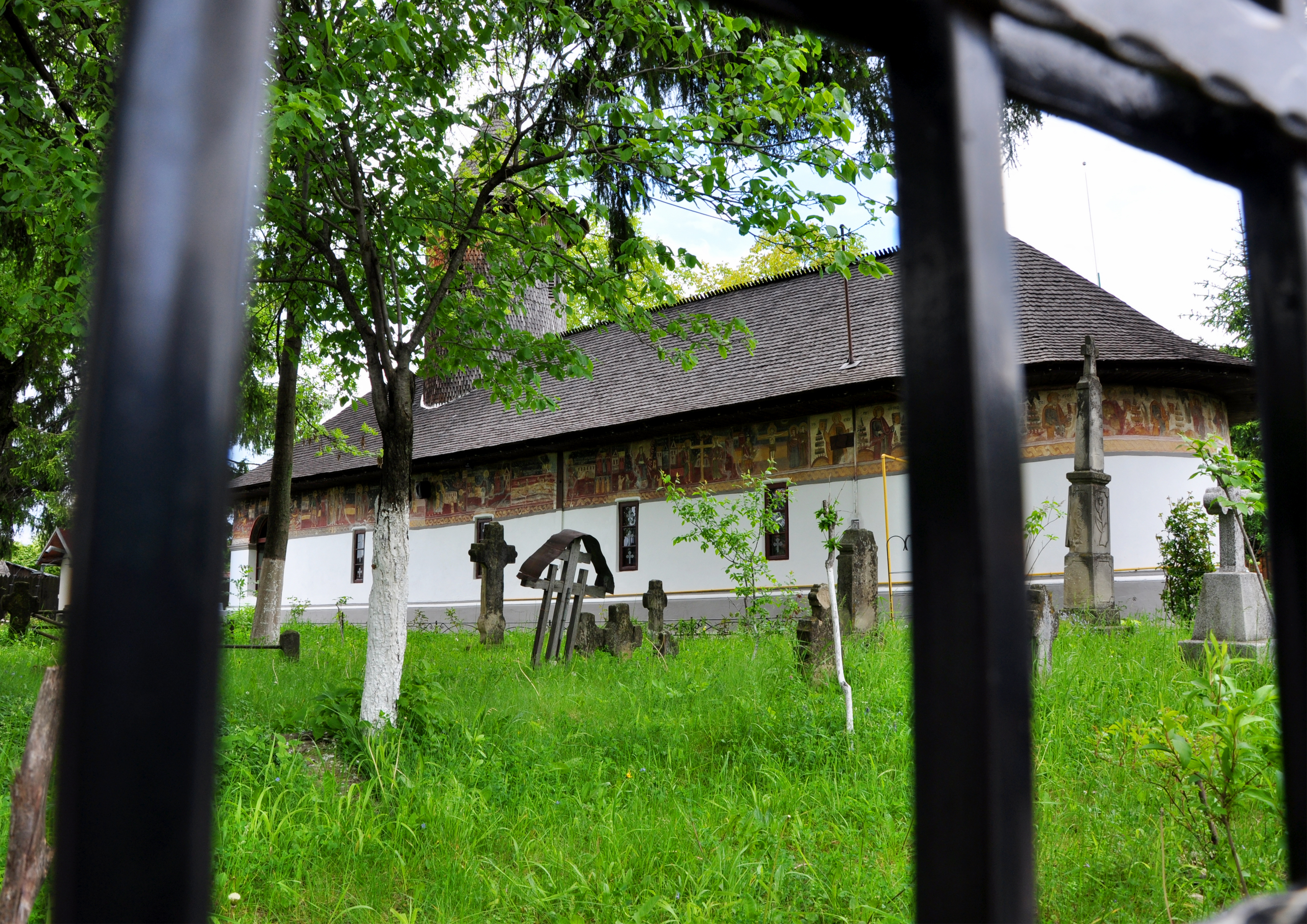
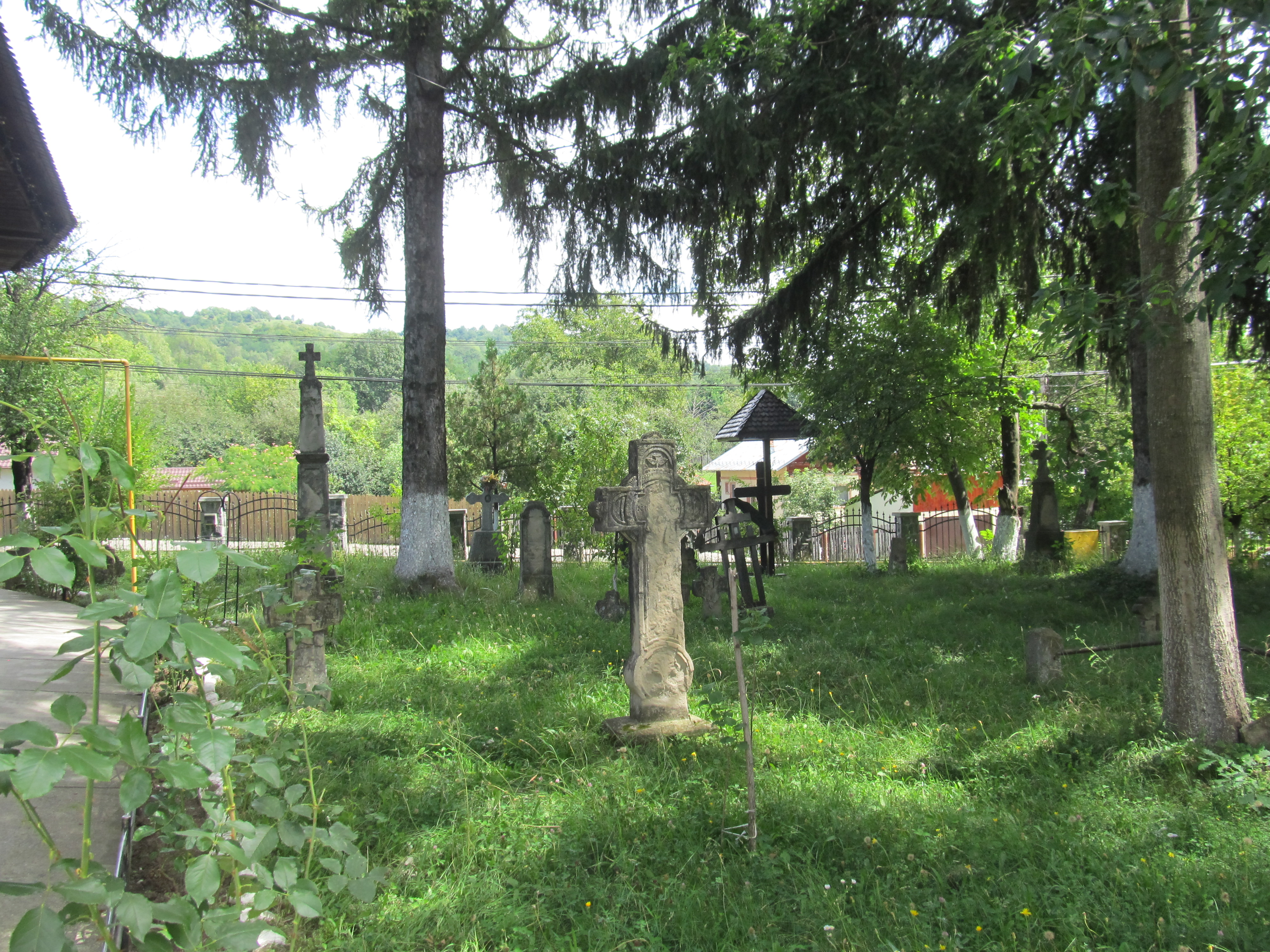